# Moeder, waarom leven wij? (televisieserie)
Moeder, waarom leven wij? is een zesdelige Vlaamse televisiedramaserie in een regie van Guido Henderickx, naar de gelijknamige roman uit 1932 van Lode Zielens. De reeks werd in 1993 uitgezonden door VTM en haalde zeer positieve kritieken. Het was het eerste VTM-programma dat in de pers op unanieme lof en waardering mocht rekenen.
De serie werd in 1993 bekroond met de HA! van Humo. In 2007 werd ze op dvd uitgebracht.

## Verhaal
De serie, geplaatst in de periode 1920-1950, volgt een Antwerps arbeidersgezin in hun poging te overleven. De jonge Netje is het vierde kind in het gezin en het lievelingetje van haar vader van wie ook zij zielsveel houdt. Haar moeder daarentegen zegt over haar:  't is een kind en 't is er een te veel. Als de vader komt te overlijden is de schok voor haar het grootst.
Zeven jaar na de dood van haar vader, vertrekt haar broer Albert naar Amerika en haar zus Mariëtte wil na een zoveelste teleurstelling in de liefde naar Parijs. In die periode leert Netje Karel kennen. Ze wordt verliefd, maar Karel vindt een relatie geen goed idee omdat hij moet gaan varen en haar te lang alleen zou laten.
Ze leert Louis kennen en trouwt met hem. Mariëtte heeft echter een oogje op hem en probeert hem voor haar te winnen, terwijl Louis zelf een bazige echtgenoot voor Netje blijkt te zijn.

## Rolverdeling
- Chris Lomme - Moeder
- Dirk Roofthooft - Cesar
- Willy Vandermeulen - Vader
- Marie Vinck - Netje (jong)
- Els Dottermans - Netje (oud)
- Ronny Cuyt - Rik (oud)
- Stany Crets - Albert
- Viviane De Muynck - Clothilde
- Jan Steen - André
- Eva Claessens - Mariette
- Hilde Van Mieghem - Mariette (oud)
- Tine Embrechts - Rosa (jong)
- Lies Pauwels - Rosa (oud)
- Koen De Bouw - Louis
- Luk Perceval - Karel
- Dora van der Groen - Julia
- Hugo Van den Berghe - Roger
- Katelijne Damen - Marguerite
- Jan Decleir - Edgar

## Muziek
De song De Grond die ik zal kussen werd gezongen door Vera Coomans.

## Wetenswaardigheden
De serie was het debuut voor Marie Vinck, de eerste belangrijke rol voor Koen De Bouw en een van Wim Opbroucks eerste televisieoptredens.